# Championnat de Suisse de rugby à XV 2011-2012
Navigation
Ligue nationale A 2011-2012 Ligue nationale A 2012-2013
Le championnat de Suisse de rugby à XV 2011-2012 appelé Ligue nationale A 2011-2012 est une compétition de rugby à XV qui oppose les dix meilleurs des clubs suisses. La compétition commence le 10 septembre 2011 et se termine par une finale le 2 juin 2012 .
Le championnat se déroule en deux temps : une première phase dite régulière en match aller-retour où toutes les équipes se rencontrent deux fois et une phase finale à élimination directe. Les six premières équipes du classement à l'issue de la phase régulière sont qualifiées pour les playoffs. Les deux premières équipes du classement sont directement qualifiées pour les demi-finales alors que les équipes classées de la troisième à la sixième place s'affrontent en barrage pour l'attribution des deux places restantes dans le dernier carré. L'équipe classée 9e dispute un match de "promotion Ligue A/ relégation B" contre le 2e de la Ligue nationale B.

## Les clubs de l'édition 2011-2012
Les dix équipes de la Ligue nationale A sont :
| Avusy Meyrin Fribourg Plan-les-Ouates Hermance Nyon Lausanne Yverdon Zurich |

| Équipe            | Stade                                              | Capacité | Ville             |
| ----------------- | -------------------------------------------------- | -------- | ----------------- |
| RC Avusy          | Complexe sportif d'Athenaz                         |          | Avusy             |
| RC CMSG           | Stade Lucien Vejux de Saint-Genis-Pouilly (France) |          | Meyrin            |
| RC Fribourg       | Stade du Guintzet                                  |          | Fribourg          |
| RC Genève PLO     | Stade des Cherpines                                |          | Plan-les-Ouates   |
| Hermance RRC      | Stade Marius Berthet                               |          | Chens-sur-Léman   |
| Lausanne UC       | Centre sportif Dorigny                             |          | Lausanne          |
| Stade Lausanne RC | Centre sportif de Chavannes                        |          | Lausanne          |
| Nyon RC           | Stade de Colovray                                  |          | Nyon              |
| RC Yverdon        | Terrain des Vuagères                               |          | Yverdon-les-Bains |
| GC Zurich         | Sportplatz Allmend Brunau                          |          | Zurich            |

## Résumé des résultats

### Classement de la phase régulière
| Rang | Club              | J  | V  | N | D  | Bo | Bd | Pm  | Pe  | Diff | Pts |
| ---- | ----------------- | -- | -- | - | -- | -- | -- | --- | --- | ---- | --- |
| 1    | Nyon RC           | 18 | 16 | 1 | 1  | 6  | 0  | 413 | 152 | +261 | 72  |
| 2    | RC Avusy (T)      | 18 | 14 | 0 | 4  | 14 | 0  | 423 | 134 | +289 | 70  |
| 3    | RC Genève PLO     | 18 | 11 | 2 | 5  | 6  | 0  | 277 | 218 | +59  | 54  |
| 4    | Stade Lausanne RC | 18 | 10 | 0 | 8  | 7  | 0  | 351 | 313 | +38  | 47  |
| 5    | RC Yverdon        | 18 | 8  | 2 | 8  | 6  | 0  | 323 | 304 | +19  | 42  |
| 6    | RC CMSG           | 18 | 7  | 1 | 10 | 9  | 0  | 325 | 364 | -39  | 39  |
| 7    | Hermance RRC      | 18 | 8  | 1 | 9  | 3  | 0  | 288 | 272 | +16  | 37  |
| 8    | GC Zurich         | 18 | 6  | 2 | 10 | 3  | 0  | 238 | 332 | -94  | 31  |
| 9    | Lausanne UC       | 18 | 3  | 3 | 12 | 3  | 0  | 185 | 366 | -181 | 21  |
| 10   | RC Fribourg       | 18 | 1  | 0 | 17 | 3  | 0  | 135 | 503 | -368 | 7   |

|  | Qualifiés pour les demi-finales (no 1, no 2).         |
|  | Qualifiés pour les barrages (no 3, no 4, no 5, no 6). |
|  | Barrage contre le 2e de la Ligue nationale B (no 9).  |
|  | Relégué (no 10).                                      |
|  | T : tenant du titre 2011                              |

Attribution des points : victoire sur tapis vert : 5, victoire : 4, match nul : 2, défaite : 0, forfait : -2 ; plus les bonus (offensif : 4 essais marqués ; défensif : défaite par 7 points d'écart ou moins).
Règles de classement : 1 nombre de points terrains ; 2 plus petit nombre de cartons rouges ; 3 différence de points dans les matchs entre équipes concernées ; 4 nombre d'essais ; 5 tirage au sort.

### Phase finale
Les deux premiers de la phase régulière sont directement qualifiés pour les demi-finales. En matchs de barrage pour attribuer les deux autres places, le troisième reçoit le sixième et le quatrième reçoit le cinquième. Les vainqueurs affrontent respectivement le deuxième et le premier.
|  | Barrages              | Barrages          |                       |             | Demi-finales | Demi-finales |  |  | Finale      | Finale      |
|  | Barrages              | Barrages          |                       |             | Demi-finales | Demi-finales |  |  | Finale      | Finale      |
|  |                       |                   |                       |             |              |              |  |  |             |             |
|  | 12 mai 2012           | 12 mai 2012       |                       |             | 20 mai 2012  | 20 mai 2012  |  |  | 2 juin 2012 | 2 juin 2012 |
|  | 12 mai 2012           | 12 mai 2012       |                       |             | 20 mai 2012  | 20 mai 2012  |  |  | 2 juin 2012 | 2 juin 2012 |
|  | 12 mai 2012           | 12 mai 2012       | [1] Nyon RC           | 27          |              |              |  |  | 2 juin 2012 | 2 juin 2012 |
|  | [4] Stade Lausanne RC | 3                 | [1] Nyon RC           | 27          |              |              |  |  | 2 juin 2012 | 2 juin 2012 |
|  | [4] Stade Lausanne RC | 3                 | [4] Stade Lausanne RC | 13          |              |              |  |  | 2 juin 2012 | 2 juin 2012 |
|  | [5] RC Yverdon        | 0                 | [4] Stade Lausanne RC | 13          |              |              |  |  | 2 juin 2012 | 2 juin 2012 |
|  | [5] RC Yverdon        | 0                 | 19 mai 2012           | 19 mai 2012 | Nyon RC      | 10           |  |  |             |             |
|  | 12 mai 2012           |                   | 19 mai 2012           | 19 mai 2012 | Nyon RC      | 10           |  |  |             |             |
|  |                       | RC Avusy          | 19 mai 2012           | 19 mai 2012 | 13           |              |  |  |             |             |
|  | [3] RC Genève PLO     | RC Avusy          | 19 mai 2012           | 19 mai 2012 | 13           | 23           |  |  |             |             |
|  | [3] RC Genève PLO     | [2] RC Avusy      | 31                    |             |              | 23           |  |  |             |             |
|  | [6] RC CMSG           | [2] RC Avusy      | 31                    | 3           |              |              |  |  |             |             |
|  | [6] RC CMSG           | [3] RC Genève PLO | 13                    | 3           |              |              |  |  |             |             |
|  |                       | [3] RC Genève PLO | 13                    |             |              |              |  |  |             |             |

### Barrage
| 9 juin 2012 15 h 00 CET | Rugby Lugano | 10 - 31 | Lausanne UC | Stade de Muzzano, Lugano Arbitre : David Cratchley |
| 9 juin 2012 15 h 00 CET |              |         |             | Stade de Muzzano, Lugano Arbitre : David Cratchley |
| 9 juin 2012 15 h 00 CET |              |         |             | Stade de Muzzano, Lugano Arbitre : David Cratchley |

## Résultats détaillés

### Phase régulière

#### Tableau synthétique des résultats
L'équipe qui reçoit est indiquée dans la colonne de gauche.
| Clubs             | AVU   | CMS   | FRI   | GEN   | HER   | LAU   | SLA   | NYO   | YVE   | ZUR   |
| ----------------- | ----- | ----- | ----- | ----- | ----- | ----- | ----- | ----- | ----- | ----- |
| RC Avusy          |       | 27-10 | 59-0  | 10-12 | 24-6  | 49-3  | 27-9  | 5-11  | 18-6  | 15-3  |
| RC CMSG           | 5-39  |       | 30-3  | 15-10 | 31-13 | 13-22 | 30-33 | 7-34  | 8-16  | 41-20 |
| RC Fribourg       | 3-35  | 13-35 |       | 0-34  | 5-24  | 27-17 | 6-19  | 17-18 | 8-40  | 13-38 |
| RC Genève PLO     | 18-13 | 10-3  | 13-3  |       | 20-19 | 22-15 | 30-25 | 15-9  | 31-10 | 16-19 |
| Hermance RRC      | 22-23 | 21-24 | 13-12 | 22-13 |       | 10-15 | 13-9  | 14-22 | 20-13 | 30-0  |
| Lausanne UC       | 3-22  | 13-28 | 6-5   | 7-7   | 10-10 |       | 6-9   | 8-39  | 9-20  | 18-18 |
| Stade Lausanne RC | 3-27  | 30-18 | 46-10 | 13-41 | 23-12 | 13-6  |       | 8-36  | 31-25 | 36-7  |
| Nyon RC           | 14-8  | 18-11 | 47-6  | 23-8  | 15-12 | 25-3  | 11-5  |       | 32-5  | 33-13 |
| RC Yverdon        | 9-27  | 10-10 | 48-3  | 6-6   | 8-16  | 23-14 | 30-26 | 0-21  |       | 36-15 |
| GC Zurich         | 0-22  | 32-6  | 16-0  | 6-5   | 5-11  | 22-10 | 5-16  | 6-6   | 9-18  |       |

|  | Victoire à domicile |  | Match nul |  | Défaite à domicile |

#### Détail des résultats
Les points marqués par chaque équipe sont inscrits dans les colonnes centrales (3-4) alors que les essais marqués sont donnés dans les colonnes latérales (1-6). Les points de bonus sont symbolisés par une bordure bleue pour les bonus offensifs (trois essais de plus que l'adversaire), orange pour les bonus défensifs (défaite avec au plus sept points d'écart), rouge si les deux bonus sont cumulés.

### Phase finale

#### Barrages
| 12 mai 2012 15 h 00 CET | Stade Lausanne RC | 3 - 0 | RC Yverdon | Arbitre : Y. Benoît |
| 12 mai 2012 15 h 00 CET |                   |       |            | Arbitre : Y. Benoît |
| 12 mai 2012 15 h 00 CET |                   |       |            | Arbitre : Y. Benoît |

| 12 mai 2012 15 h 00 CET | RC Genève PLO | 23 - 3 | RC CMSG | Arbitre : F. Labasse |
| 12 mai 2012 15 h 00 CET |               |        |         | Arbitre : F. Labasse |
| 12 mai 2012 15 h 00 CET |               |        |         | Arbitre : F. Labasse |

#### Demi-finales
| 20 mai 2012 | Nyon RC | 27 - 13 | Stade Lausanne RC | Stade de Colovray, Nyon Arbitre : David Cratchley |
| 20 mai 2012 |         |         |                   | Stade de Colovray, Nyon Arbitre : David Cratchley |
| 20 mai 2012 |         |         |                   | Stade de Colovray, Nyon Arbitre : David Cratchley |

| 19 mai 2012 | RC Avusy | 31 - 13 | RC Genève PLO | Complexe sportif d'Athenaz, Avusy Arbitre : John Coates |
| 19 mai 2012 |          |         |               | Complexe sportif d'Athenaz, Avusy Arbitre : John Coates |
| 19 mai 2012 |          |         |               | Complexe sportif d'Athenaz, Avusy Arbitre : John Coates |

#### Finale
| 2 juin 2012 | Nyon RC      | 10 - 13 | RC Avusy     | Stade de Colovray, Nyon Arbitre : Matthew Sandell |
| 2 juin 2012 | Essai(s) : 1 |         | Essai(s) : 2 | Stade de Colovray, Nyon Arbitre : Matthew Sandell |
| 2 juin 2012 |              |         |              | Stade de Colovray, Nyon Arbitre : Matthew Sandell |